# Mytilus galloprovincialis

Höger klaff

Mytilus galloprovincialis är en musselart som beskrevs av Jean-Baptiste Lamarck 1819. Mytilus galloprovincialis ingår i släktet Mytilus och familjen blåmusslor. Inga underarter finns listade i Catalogue of Life.
Höger och vänster klaff av samma exemplar:

Höger klaff
Vänster klaff

Mytilus galloprovincialis dilatatus

Höger klaff
Vänster klaff

Mytilus galloprovincialis trigonus
- Höger klaff
- Vänster klaff

## Bildgalleri

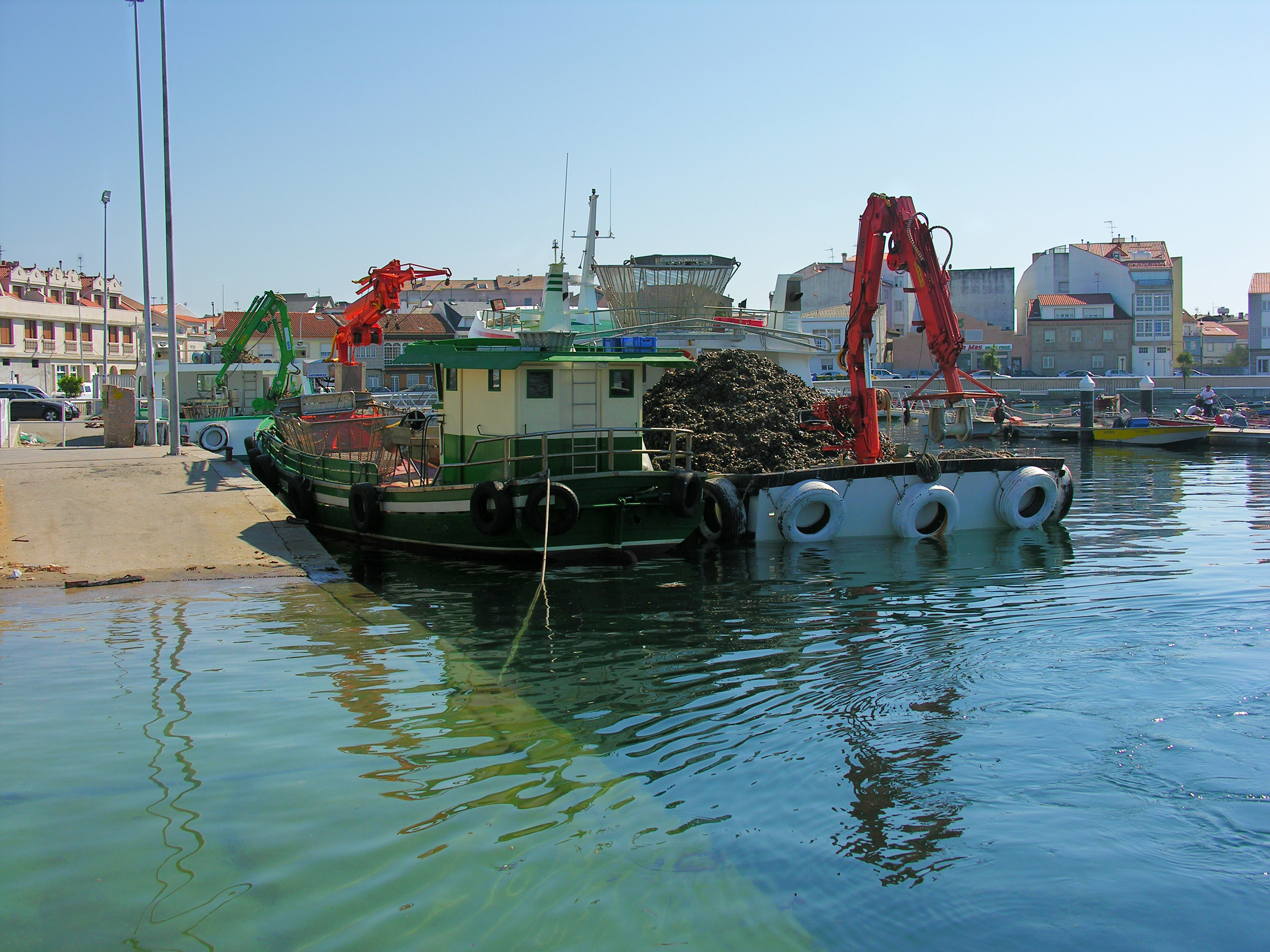